# ديفيد هيلد
ديفيد جوناثان أندرو هيلد  (27 أغسطس 1951 - 2 مارس 2019)  كان عالمًا سياسيًا بريطاني متخصصًا في الفلسفه السياسية والعلاقات الدولية . ملىء منصبًا مشتركًا كأستاذ للسياسة والشئون الدولية.

## سيرة شخصية
ولد ديفيد هيلد في بريطانيا حيث قضى معظم طفولته. حصل على شهادته الجامعية من جامعة مانشستر ،  عندما إنتهى من دراسة الدكتوراه في معهد ماساتشوستس للتكنولوجيا أجرى أبحاث ما بعد الدكتوراه في جامعة كامبريدج . أجرى العديد من المحاضرات الزائرة في الولايات المتحدة وأستراليا وكندا وإسبانيا وإيطاليا .
توفي هيلد في الكلية عام 2 مارس 2019 بعد معاناته من أمراض ومشاكل صحيه .

## بحث
منذ نشر كتابه الأول عام 1980 ( مقدمة للنظرية النقدية )، تابع ديفيد هيلد تحقيقًا متعدد المستويات في طبيعة السياسة الوطنية والدولية وشكلها المتغير. يتضمن هذا النهج ثلاثة أنواع من العمل. أولاً، تضمنت تحقيقًا مكثفًا في الطابع الديناميكي والعناصر الهيكلية وفشل الحكومات في المجتمع المعاصر. وشملت الأبعاد التجريبية لعمله كتبًا مثل (التحولات العالمية) (1999)، و(العولمة/مناهضة العولمة) (2007)، (وعدم المساواة العالمية) (2007) ، (والجمود: لماذا يفشل التعاون العالمي عندما نكون في أمس الحاجة إليه) عام 2013. ترسم هذه الكتب السياق العالمي المتغير للسياسة، وكيف أصبح العالم مترابطًا بشكل متزايد، وكيف يؤدي فشل القيادة والتفاوض على المستوى العالمي إلى انهيار التعددية والحوكمة العالمية.[بحاجة لمصدر]